# Fergana Challenger
Il Fergana Challenger è stato un torneo professionistico di tennis giocato sul cemento, che faceva parte dell'ATP Challenger Tour e dell'ITF Women's Circuit. Si giocava annualmente al Istiklol Tennis Club di Fergana in Uzbekistan dal 2000.

## Albo d'oro

### Singolare maschile
| Anno       | Campione           | Finalista            | Punteggio           |
| ---------- | ------------------ | -------------------- | ------------------- |
| 2019       | Emil Ruusuvuori    | Roberto Cid Subervi  | 6–3, 6–2            |
| 2018       | Nikola Milojević   | Enrique López Pérez  | 6–3, 6–4            |
| 2017       | Il'ja Ivaška       | Nikola Milojević     | 6–4, 6–3            |
| 2016       | Radu Albot (2)     | Konstantin Kravčuk   | 6–4, 6–2            |
| 2015       | Tejmuraz Gabašvili | Aleksandr Kudrjavcev | 6–2, 1–0 rit.       |
| 2014       | Blaž Kavčič        | Aleksandr Kudrjavcev | 6–4, 7–6(8)         |
| 2013       | Radu Albot (1)     | Ilija Bozoljac       | 7–6(9), 6(3)–7, 6-1 |
| 2012       | Yuki Bhambri       | Amir Weintraub       | 6–3, 6–3            |
| 2011       | Dudi Sela          | Greg Jones           | 6–2, 6–1            |
| 2010       | Evgenij Kirillov   | Zhang Ze             | 6–3, 2–6, 6–2       |
| 2009       | Lukáš Lacko        | Samuel Groth         | 4–6, 7–5, 7–6(4)    |
| 2008       | Pavel Šnobel       | George Bastl         | 7–5, 6–3            |
| 2007       | Antony Dupuis      | Pavel Chekhov        | 6–1, 6–4            |
| 2006       | Danai Udomchoke    | Alexander Peya       | 6–0, 6–2            |
| 2005       | Lu Yen-hsun        | Danai Udomchoke      | 6–1, 7–6(3)         |
| 2004       | Igor' Kunicyn      | Prakash Amritraj     | 6–4, 7–5            |
| 2003       | Tuomas Ketola      | Louis Vosloo         | 6–2, 6–3            |
| 2002       | Wang Yeu-tzuoo     | Tuomas Ketola        | 6–3, 6–1            |
| 2001       | Ivo Heuberger      | Fredrik Jonsson      | 4–6, 7–5, 6–2       |
| 2000       | Vladimir Volčkov   | Igor' Kunicyn        | 4–6, 6–0, 6–4       |
| 1999- 1997 | Non disputato      | Non disputato        | Non disputato       |
| 1996       | Stéphane Simian    | Noam Behr            | 7–6, 7–6            |

### Singolare femminile
| Year                  | Campionessa            | Finalista             | Punteggio        |
| --------------------- | ---------------------- | --------------------- | ---------------- |
| 2014                  | Nigina Abduraimova (2) | Nao Hibino            | 6–3, 6–4         |
| 2013                  | Nigina Abduraimova (1) | Anastasіja Vasyl'jeva | 2–6, 6–1, 7–6(4) |
| 2012                  | Donna Vekić            | Nadežda Kičenok       | 6–2, 6–2         |
| 2011                  | Ayu Fani Damayanti     | Hsieh Su-wei          | 6–3, 6–4         |
| ↑ ITF $25,000 event ↑ |                        |                       |                  |

### Doppio maschile
| Anno       | Campioni                              | Finalisti                                  | Punteggio               |
| ---------- | ------------------------------------- | ------------------------------------------ | ----------------------- |
| 2013       | Farruch Dustov Malek Jaziri           | Ilija Bozoljac Roman Jebavý                | 6–3, 6–3                |
| 2012       | Raven Klaasen (2) Izak van der Merwe  | Sanchai Ratiwatana Sonchat Ratiwatana      | 6–3, 6–4                |
| 2011       | John Paul Fruttero Raven Klaasen      | Im Kyu-tae Danai Udomchoke                 | 6–0, 6–3                |
| 2010       | Brendan Evans Toshihide Matsui        | Gong Mao-Xin Li Zhe                        | 3–6, 6–3, [10–8]        |
| 2009       | Pavel Chekhov Aleksej Kedrjuk         | Pierre-Ludovic Duclos Aisam-ul-Haq Qureshi | 4–6, 6–3, [10–5]        |
| 2008       | Konstantin Kravčuk Łukasz Kubot       | Alexander Krasnorutskiy Vaja Uzakov        | 6–4, 6–1                |
| 2007       | Daniel Brands John Paul Fruttero      | Lukáš Rosol Martin Slanar                  | 7–6(1), 7–5             |
| 2006       | Sanchai Ratiwatana Sonchat Ratiwatana | Aleksej Kedrjuk Orest Tereščuk             | 6(7)–7, 7–6(3), [14–12] |
| 2005       | Murad Inoyatov Denis Istomin          | Lu Yen-hsun Danai Udomchoke                | 6–1, 6–3                |
| 2004       | Raven Klaasen (1) Jean-Julien Rojer   | Harsh Mankad Aisam-ul-Haq Qureshi          | 6–3, 6–1                |
| 2003       | Justin Bower Aisam-ul-Haq Qureshi     | Aleksej Kedrjuk Orest Tereščuk             | 3–6, 7–6(0), 6–4        |
| 2002       | Rik De Voest (2) Dirk Stegmann        | Tuomas Ketola Aisam-ul-Haq Qureshi         | 6–3, 7–5                |
| 2001       | Rik De Voest (1) Igor' Kunicyn        | Simon Larose Michael Tebbutt               | 6–1, 6(4)–7, 6–3        |
| 2000       | Jonathan Erlich Lior Mor              | Daniel Melo Alexandre Simoni               | 6–4, 6–0                |
| 1999- 1997 | Non disputato                         | Non disputato                              | Non disputato           |
| 1996       | Mahesh Bhupathi Leander Paes          | Geoff Grant Maurice Ruah                   | 6–3, 7–6                |

### Doppio femminile
| Year                  | Champions                             | Runners-up                                 | Score    |
| --------------------- | ------------------------------------- | ------------------------------------------ | -------- |
| 2014                  | Hiroko Kuwata Mari Tanaka             | Nao Hibino Prarthana Thombare              | 6–1, 6–4 |
| 2013                  | Ljudmyla Kičenok (2) Polina Pekhova   | Michaela Hončová Veronika Kapshay          | 6–4, 6–2 |
| 2012                  | Ljudmyla Kičenok (1) Nadežda Kičenok  | Albina Khabibulina Anastasіja Vasyl'jeva   | 6–4, 6–1 |
| 2011                  | Nigina Abduraimova Albina Khabibulina | Elizaveta Anna Nemchinov Anastasiya Prenko | 6–3, 6–3 |
| ↑ ITF $25,000 event ↑ |                                       |                                            |          |